# Oxyethira coercens
Oxyethira coercens är en nattsländeart som beskrevs av Morton 1905. Oxyethira coercens ingår i släktet Oxyethira och familjen smånattsländor. Inga underarter finns listade i Catalogue of Life.